# كابازس
| تاريخ التأسيس     | ديسمبر 2014، منذ 4 سنوات        |
| المؤسس            | ريتا فيرو رودريجيس إيفا دومنجيس |
| ----------------- | ------------------------------- |
| االلغة الرسمية    | االبرتغالية                     |
| الموقع الإلكتروني | Capazes.pt                      |
| الاسم الرسمي      | ماري كاباز (حتي عام 2015)       |

كابازس  (تعني الجمع لكلمة كابابل في اللغة البرتغالية بمعني قادر) هي منظمة نسوية برتغالية، تأسست عام 2014 علي يد مُقدّمي البرامج التليفزيونية ريتا فيرو رودريجيس، و ايڤا دومنجيس.بدأت كموقع اليكترونى، يقوم بجمع مقالات أعمدة الصحف المتنوعة ومقابلات تُجْرى مع المشاهير
البرتغاليين ( معظمهم من النساء) من قبل مُقدّمي التليفزيون. كان اسم المنظمة الأصلي ماريا كاباز  (حرفيا مارى كابابل)، و هو عنوان أغنية لمغني الراب كابيكوا، و معني آخر للمصطلح البرتغالي الفتاة ذات الطبع الرجالي، ماريا راباز  (مارى بوي).